# Bionicle – A legenda újjászületik
A Bionicle – A legenda újjászületik (eredeti cím: Bionicle: The Legend Reborn) 2009-ben bemutatott amerikai–dán 2D-s számítógépes animációs film, amelynek a rendezője Mark Baldo, az írói Greg Farshtey és Sean Catherine Derek, a producerei Kristy Scanlan és Joshua Wexler, a zeneszerzői Cory Lerios és John D'Andrea. A mozifilm a Tinseltown Toons, a Threshold Animation Studios és a The Lego Group gyártásában készült, a Universal Studios Home Entertainment forgalmazásában jelent meg. Műfaját tekintve akciófilm, sci-fi film és fantasyfilm.
Amerikában 2009. szeptember 19-én mutatták be DVD-n.

## Szereplők
| Szereplő      | Eredeti hang        | Magyar hang                                                                   |
| ------------- | ------------------- | ----------------------------------------------------------------------------- |
| Mata Nui      | Michael Dorn        | Berzsenyi Zoltán                                                              |
| Ackar         | Jim Cummings        | Jakab Csaba                                                                   |
| Kiina         | Marla Sokoloff      | Csifó Dorina                                                                  |
| Berix         | James Arnold Taylor | Fekete Zoltán                                                                 |
| Vastus        | James Arnold Taylor | Király Adrián                                                                 |
| Gresh         | Mark Famiglietti    | Czető Roland                                                                  |
| Metus         | David Leisure       | Seder Gábor                                                                   |
| Raanu         | Armin Shimerman     | Vári Attila                                                                   |
| Tuma          | Fred Tatasciore     | Holl Nándor                                                                   |
| Strakk        | Jeff Bennett        | Földi Tamás                                                                   |
| Tarix         | Jeff Bennett        | Kisfalusi Lehel                                                               |
| Csontvadászok | Dee Bradley Baker   | TBA                                                                           |
| Skrall        | Dee Bradley Baker   | TBA                                                                           |
| Vorox         | Dee Bradley Baker   | TBA                                                                           |
| Lakó          | Mark Baldo          | Sörös Miklós Fehér Péter Papucsek Vilmos Gubányi György István Fellegi Lénárd |